# Carbon, Alberta
Carbon är en ort i Kanada.   Den ligger i provinsen Alberta, i den centrala delen av landet, 2 800 km väster om huvudstaden Ottawa. Carbon ligger 772 meter över havet och antalet invånare är 592.
Terrängen runt Carbon är huvudsakligen platt. Carbon ligger nere i en dal som går i öst-västlig riktning. Trakten runt Carbon är nära nog obefolkad, med mindre än två invånare per kvadratkilometer.. Det finns inga andra samhällen i närheten.
Trakten runt Carbon består till största delen av jordbruksmark.